# Bohaterowie morza
Bohaterowie morza (ang Captains Courageous) – amerykański film z 1937 roku w reżyserii Victora Fleminga, na podstawie powieści Kapitanowie zuchy Rudyarda Kiplinga. Film w 1938 roku otrzymał cztery nominacje do Oskara, z czego ostatecznie zdobył jedną statuetkę w kategorii Najlepszy aktor pierwszoplanowy dla Spencera Tracy.